# Obra gruesa
Obra gruesa es considerado el séptimo poemario y primera antología personal del escritor chileno Nicanor Parra, publicado originalmente en 1969 por la Editorial Universitaria.

## Historia editorial
Algunos de los poemas inéditos de esta obra ya se conocían por otros medios. Una versión del poema «Defensa de Violeta Parra» recitada por Nicanor y musicalizada por la misma Violeta, ya había aparecido previamente en el álbum Recordando a Chile (una chilena en París) (1965). El poema «Me retracto de todo lo dicho» fue publicado un año después, en 1966, en el periódico comunista El Siglo. «Un hombre», por su parte, ya había sido publicado en 1968, en el último número de la revista de poesía penquista Arúspice.
Según el crítico Federico Schopf, el nombre de este libro alude al concepto arquitectónico de «obra gruesa», es decir, a una estructura sólida desprovista de sus terminaciones posteriores. Al mismo tiempo, señala Schopf, podría referir a su contenido, conformado por obras de «grueso calibre».

## Estructura y contenido

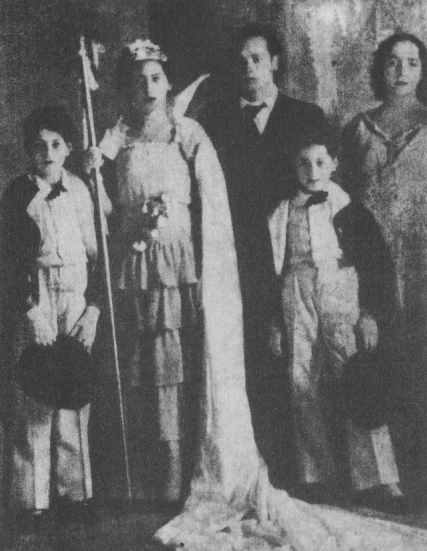
El libro incluye diversas fotografías, como esta del poeta en 1938 en las fiestas primaverales de Chillán, luego de haber sido galardonado por su primer libro Cancionero sin nombre (no incluido en esta antología).

Este libro recopila todos los libros anteriores del autor (con la excepción de Cancionero sin nombre): Poemas y antipoemas (1954), La cueca larga (1958), Versos de salón (1962) y Canciones rusas (1967). Se incorporan además tres secciones con cuarenta y siete poemas inéditos escritos entre 1950 y 1968, incluyendo el libro La camisa de fuerza. El poema «Manifiesto», publicado individualmente en 1963, se incluye en la sección Otros poemas.
Además se incluyen diez fotografías del poeta. Tres de ellas no están fechadas: una fue tomada por Hans Ehrmann en los años 1960, y en otra aparece junto a Jorge Millas y su hermano Fernando, Luis Oyarzún, el pintor Roberto Humeres y Raúl Santelices. La más antigua es de 1938, donde aparece en las fiestas primaverales de Chillán. La siguiente por orden cronológico es de 1951, donde aparece su primera esposa, Anita Troncoso, junto a los hijos del primer matrimonio de esta, Catalina, Panchita y Alberto. Hay otras tres de alrededor de 1965, una tomada por Sergio Larraín y las otras dos por Hans Ehrmann, en una de las cuales aparece su esposa Rosita Muñoz. Finalmente, hay una de 1968 con su hijo Ricardo alias Chamaco, también tomada por Ehrmann, y otra de 1969, tomada por Nelson Garrido. Además de estas fotografías, se incluyen dos borradores manuscritos de los poemas «Para que veas que no te guardo rencor» y «La batalla campal».
Los libros y poemas contenidos en este libro son los siguientes:
| Poemas y antipoemas |
| --- |
| I 1. Sinfonía de cuna 2. Defensa del árbol 3. Catalina Parra 4. Preguntas a la hora del té 5. Hay un día feliz 6. Es olvido 7. Se canta al mar II 1. Desorden en el cielo 2. San Antonio 3. Autorretrato 4. Canción 5. Oda a unas palomas 6. Epitafio III 1. Advertencia al lector 2. Rompecabezas 3. Paisaje 4. Cartas a una desconocida 5. Notas de viaje 6. Madrigal 7. Solo de piano 8. El peregrino 9. Palabras a Tomás Lago 10. Recuerdos de juventud 11. El túnel 12. La víbora 13. La trampa 14. Los vicios del mundo moderno 15. Las tablas 16. Soliloquio del individuo |
| La cueca larga |
| 1. Coplas de vino 2. El Chuico y la Damajuana 3. Brindis a lo humano y a lo divino 4. La cueca larga |
| Versos de salón |
| 1. Cambios de nombre 2. La montaña rusa 3. Viva la Cordillera de los Andes 4. Advertencia 5. En el cementerio 6. El galán imperfecto 7. Pido que se levante la sesión 8. Moais 9. Momias 10. Viaje por el infierno 11. Sueños 12. Hombre al agua 13. Fuentes de soda 14. La doncella y la muerte 15. Mujeres 16. Conversación galante 17. Composiciones 18. La poesía terminó conmigo 19. Tres poesías 20. Mariposa 21. Se me ocurren ideas luminosas 22. Versos sueltos 23. El pequeño burgués 24. Fiesta de amanecida 25. Vida de perros 26. Se me pegó la lengua al paladar 27. Sólo para mayores de cien años 28. Lo que el difunto dijo de sí mismo 29. Noticiario 1957 30. Discurso fúnebre |
| Canciones rusas |
| 1. Último brindis 2. Regreso 3. La fortuna 4. Ritos 5. Mendigo 6. Atención 7. Solo 8. Nieve 9. Aromos 10. Cronos 11. Yuri Gagarin 12. Malos recuerdos 13. Cordero pascual 14. Pan caliente 15. Hace frío 16. Pussykatten 17. Nadie |
| La camisa de fuerza |
| 1. Advertencias 2. Jubilación 3. Acta de independencia 4. Frases 5. Saranguaco 6. Viejos verdes - Ancianos maduros 7. Padre nuestro 8. Agnus Dei 9. Discurso del buen ladrón 10. Yo pecador 11. Qué hora es 12. ¡Socorro! 13. Regla de tres 14. Inflación 15. Ideas sueltas 16. Hasta luego 17. Test 18. La situación se torna delicada 19. ¡Cuántas veces voy a repetir lo mismo! 20. Para que veas que no te guardo rencor 21. Últimas instrucciones 22. La cruz |
| Otros poemas (1950-1968) |
| 1. Mil novecientos treinta 2. La mujer 3. Juegos infantiles 4. Consejo Británico 5. Jardín zoológico 6. Sigmund Freud 7. Manifiesto 8. Los dos compadres 9. Defensa de Violeta Parra 10. Cartas del poeta que duerme en una silla 11. Telegramas 12. En el cementerio 13. Manchas en la pared 14. Consultorio sentimental 15. Me defino como hombre razonable 16. Pensamientos 17. Ponchartrain Causeaway 18. Chile 19. Un hombre 20. Los límites de Chile 21. Canto del forastero 22. Me retracto de todo lo dicho |
| Tres poemas |
| 1. Chile 2. Total cero 3. La batalla campal |

## Estilo
Para el crítico Niall Binns, La camisa de fuerza incluye antipoemas donde el «yo poético» se distancia del autor, salvo por algunos elementos autobiográficos, como la firma en «Acta de independencia» de alguien de la misma edad de Parra, o el uso de la primera persona plural en «Padre nuestro», como un truco del hablante poético. Este «yo poético», como preso en una «camisa de fuerza», intenta infructuosamente liberarse de la opresión o enajenación. Así, por ejemplo, «Acta de independencia» es un acto de rebeldía contra la Iglesia católica y el Comité Central, escrito como una declaración de principios que sin embargo no alcanza a convencer al oyente; en «Saranguaco» el hombre libre balbucea incoherencias, y en «¡Socorro!» implora al lector.
Otros poemas anticlericales son «Test», donde recoge explícitamente una ácida crítica realizada por el religioso Prudencio Salvatierra a su libro Versos de salón (1962); «Agnus Dei», que comienza con angustia y acaba con humor; o el mismo «Padre nuestro», que menciona a un Dios triste, impotente, de ceño fruncido, análogo al «tonto solemne» de «La verdadera seriedad es cómica» (discurso a Pablo Neruda) o al del poema «Chile» de este mismo libro.
En cuanto a algunos de los demás poemas inéditos, Binns destaca la reducción de su tamaño hasta epigramas o aforismos neuróticos («Cartas del poeta que duerme en una silla», «Telegramas»), como un primer posible anticipo del autor a su futuro interés por el personaje del bufón shakesperano, quien pese a su locura, nunca oculta la verdad. En ciertos poemas Parra además vuelve a recurrir al mundo no-literario, como en «Discurso fúnebre» o «Pido que se levante la sesión».
«Defensa de Violeta Parra», pese a haber sido escrito antes del suicidio de la cantautora en 1967, es una verdadera elegía, escrita sin ánimo de parodia, sino con una gravedad sentida. Para Binns, este poema es una reescritura de la oda sáfica «Al Céfiro», de Esteban Manuel de Villegas, y de «Oda al ruiseñor» de John Keats.

## Análisis de la obra
El crítico Federico Schopf se refiere a La camisa de fuerza como una obra donde el sujeto poético es un energúmeno, que necesita ser controlado justamente por una camisa de fuerza. Este sujeto está realmente loco, o bien aparenta esta condición como una estrategia para poder expresarse. Para Schopf, algunos de estos textos refieren a la trascendencia divina, la que en antipoemas como «Padre nuestro» y «Agnus Dei» es desacralizada y problematizada, correspondiéndose con una tradición que se remonta a la literatura de los goliardos en la Edad Media. El antipoema «Agnus Dei», en particular, Schopf lo relaciona con el poema «Petite prière Sans prétentions», del libro Des fleurs de bonne volonté (1890) del poeta francés Jules Laforgue.
Sobre el poema «Un hombre», de la sección Otros poemas, el crítico Ignacio Valente señala que su concreción y síntesis logran una profundidad y expresividad mayores que las que podría esperarse de un relato breve. Sus frases hechas, convencionalismos, vulgaridad y lugares comunes resultan aquí esenciales y dramáticos, potenciando una sensación de universalidad. Su contenido, continúa Valente, remite de una manera cercana a los conceptos de pensadores como el psicoanalista Freud o los existencialistas Sartre y Heidegger. Su gran pesimismo se matiza con lo conmovedor, que al caer casi en el patetismo, convierte al protagonista en un representante de la condición humana, capaz de generar piedad de nosotros mismos. En este sentido, este «hombre» difiere del energúmeno neurótico, sexual y cotidiano de otros antipoemas. Para Schopf, en este poema de versos prosísticos, elementales y comunes, cuya visualidad y secuencialidad recuerdan al formato de videoclip, Parra juega con la «casualidad», fundamental en los trabajos del surrealista André Breton. Los proyectos frustrados de este hombre, dice Schopf, articulan la errática, tragicómica y corriente existencia humana.
En cuanto a «Me retracto de todo lo dicho», para Cristián Huneeus es un antipoema de transición hacia los «artefactos» parrianos, los cuales se comenzaron a gestar hacia 1966 junto con este poema. Una selección de estos artefactos serían publicados unos años después en Artefactos (1972).

## Recepción y crítica
En un artículo publicado un año antes de la publicación de Obra gruesa, el reconocido crítico Ignacio Valente escribió una excelente crítica del poema «Un hombre». Años más tarde, Federico Schopf relacionó este mismo poema con «El hombre imaginario», considerándolo un antipoema clave de su obra.

## Versión teatral
El 13 de marzo de 2015 se estrenó en el Centro Cultural de Cooperación Floreal Gorini de Buenos Aires la obra Patricio Contreras dice Nicanor Parra, interpretada por Patricio Contreras y dirigida por el argentino Alejandro Tantanian. Presentada cada viernes durante unos meses, se trató de un recital con escenario minimalista, adornado exclusivamente por una alfombra roja sobre la que reposaba un foco y un atril con dieciocho poemas de Obra gruesa, incluidos «Manifiesto», «Mujeres» y «Un hombre». Además se incluyeron cuatro poemas musicalizados por el pianista argentino Diego Penelas en ritmos de cueca, tango, cumbia y balada. La obra iniciaba con Contreras vestido de traje negro, enunciando la «La montaña rusa» de Versos de salón.